# 浑源县
浑源县在中国山西省东北部，是大同市所辖的一个县。面积1965平方公里，縣人民政府駐永安鎮恆山南路。

## 历史
汉为崞县、繁峙县地；唐为云中县地，后分置浑源县；元至元四年（1267年）并入浑源州，属大同路；民国元年（1912年）五月改为浑源县。

## 行政区划
浑源县下辖6个镇、10个乡：
永安镇、西坊城镇、蔡村镇、沙圪坨镇、王庄堡镇、青磁窑镇、东坊城乡、裴村乡、驼峰乡、西留村乡、下韩村乡、南榆林乡、吴城乡、大仁庄乡、千佛岭乡和官儿乡。

## 地理
浑源县位于山西省东北部，东连广灵县、灵丘县，西接应县，南邻繁峙县，北与大同县、阳高县毗连，总面积1965平方公里。
境内有著名的北岳恒山，海拔2016米。
主要河流有浑河和唐河。

## 交通
- 公路： 239国道、 336国道、 203省道、 303省道

## 人口
2010年第六次全国人口普查浑源县共有常住人口343486，人口密度175人/平方公里。
根據第七次人口普查數據，截至2020年11月1日零時，渾源縣常住人口為237749人。

## 经济
2010年全县实现地区生产总值(GDP)27.3亿元，财政总收入4.06亿元。

## 风景名胜
- 恒山
- 全国重点文物保护单位：悬空寺、荆庄大云寺大雄宝殿、浑源永安寺、栗毓美墓、浑源圆觉寺塔、律吕神祠、浑源文庙
- 山西省文物保护单位：麻庄汉墓群、界庄遗址、古磁窑窑址、恒山建筑群

- 悬空寺
- 浑源永安寺
- 栗毓美墓
- 浑源圆觉寺塔

## 历代名人
- 高维新
- 雷渊
- 雷膺
- 栗毓美
- 田应璜
- 石作衡

## 特产
恒山黄芪：中国地理标志产品。